# Madeline Perry
Pour les articles homonymes, voir Perry.
Madeline Perry, née le 11 février 1977 à Banbridge, est une joueuse professionnelle de squash représentant l'Irlande. Elle atteint, en avril 2011, la troisième place mondiale sur le circuit international, son meilleur classement. Elle est 15 fois championne d'Irlande de 1999 à 2015. Elle se retire du circuit professionnel en 2015 après une dernière participation à l'Open d'Irlande. Elle fait son retour 18 mois après en participant en octobre 2017 aux qualifications de l'US Open et elle se qualifie pour le tournoi final en battant la championne de France Coline Aumard.

## Palmarès

### Titres
- Open du Texas : 2013
- Singapore Masters : 2011
- Australian Open : 2010
- Championnats d'Irlande : 15 titres (2001-2004, 2006-2012, 2014-2015)

### Finales
- British Open : 2009
- Open des Pays-Bas : 2010
- Monte-Carlo Squash Classic : 2 finales (2005, 2009)
- Qatar Classic : 2011
- Open de Kuala Lumpur : 2011
- Championnats britanniques : 2014